# Tafelberg (sterrenbeeld)

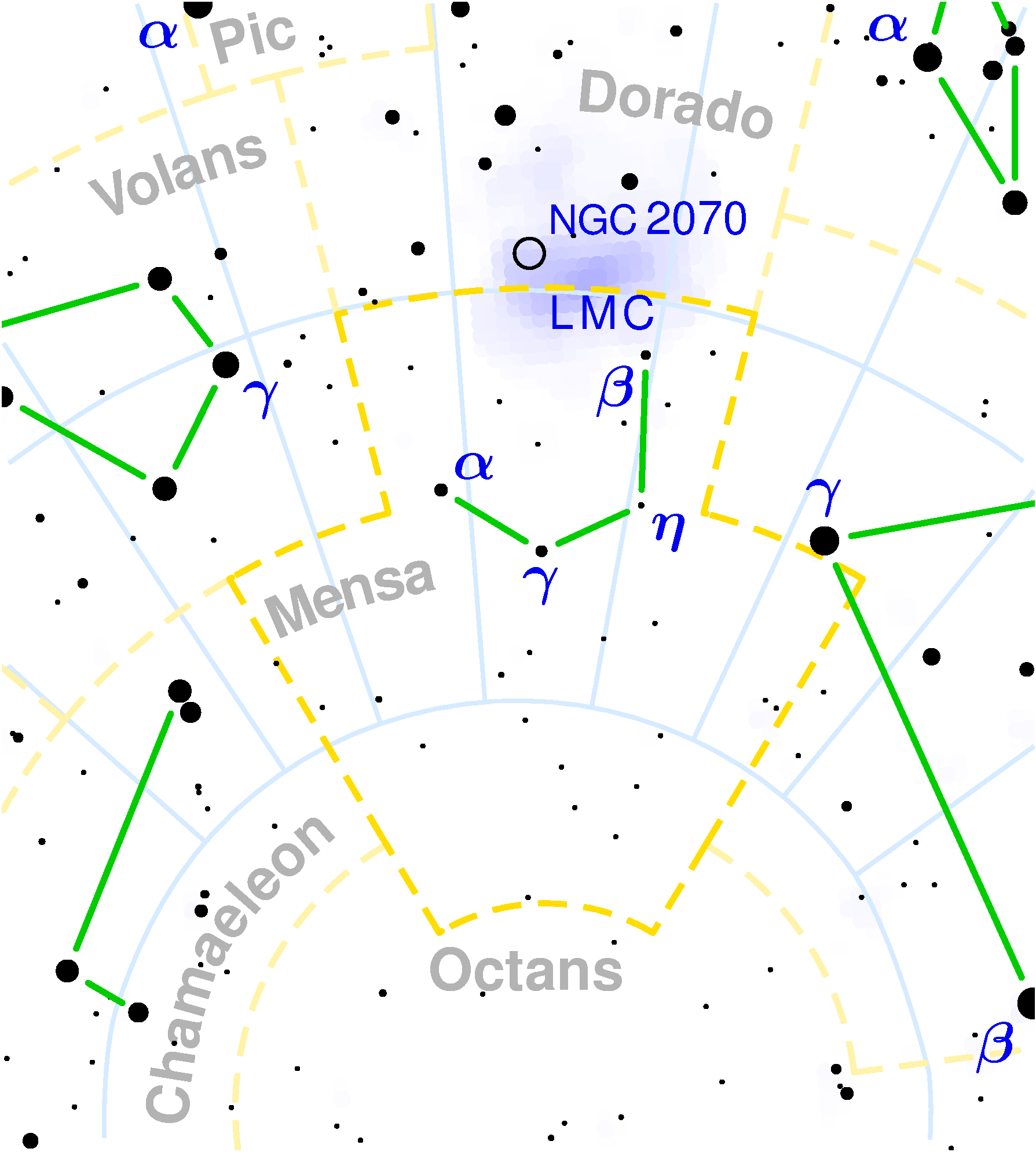
Kaart van het sterrenbeeld Tafelberg.

Tafelberg (Mensa, afkorting Men) is een zwak sterrenbeeld aan de zuiderhemel tussen rechte klimming 3u20m en 7u37m en tussen declinatie −70° en −85°. Het is vanaf de breedte van de Benelux niet te zien.
Het sterrenbeeld werd in 1752 ingevoerd door Lacaille. De oorspronkelijke benaming was Mons Mensae, vernoemd naar de plaats waar Lacaille zijn waarnemingen verrichtte. Ook de benaming Mons Tabulatus werd vroeger gebruikt.

## Sterren
Het sterrenbeeld heeft geen heldere sterren, de helderste is alpha Mensae met slechts magnitude 5,09.

## Wat is er verder te zien?
In Tafelberg ligt een deel van de Grote Magelhaense Wolk (LMC).

## Aangrenzende sterrenbeelden
(met de wijzers van de klok mee)
- Goudvis (Dorado)
- Kleine Waterslang (Hydrus)
- Octant (Octans)
- Kameleon (Chamaeleon)
- Vliegende Vis (Volans)